# Стивън Ян
Стивън Йон (на английски: Steven Yeun; роден на 21 декември 1983) е корейско-американски актьор. Най-известен е с ролята си на Глен Рий в сериала „Живите мъртви“. Има гостуващи роли в „Теория за Големия взрив“, „Закон и ред: Лос Анджелис“ и „Хранилище 13“, а също и озвучава в анимационните сериали „Американски татко!“, „Легендата за Кора“ и „Волтрон: Легендарният защитник“.

## Личен живот
На 3 декември 2016 г. се жени за фотографа Джоана Пак. Същият месец е обявено, че двамата очакват първото си дете. Синът им – Джуд Малкълм Ян, се ражда на 17 март 2017 г.

## Избрана филмография
| Година      | Филм                   | Оригинално заглавие | Роля       | Режисьор                  |
| ----------- | ---------------------- | ------------------- | ---------- | ------------------------- |
| 2010 – 2022 | Живите мъртви (сериал) | The Walking Dead    | Глен Рий   | Франк Дарабонт – създател |
| 2017        | Звездата               | The Star            |            | Тимоти Рекарт             |
| 2020        | Минари                 | Minari              | Джейкъб Ли | Лий Айзък Чунг            |
| 2022        | Не!                    | Nope                |            | Джордан Пийл              |
| 2025        | Мики 17                | Mickey 17           | Тимо       | Пон Джун Хо               |